# شب‌دوست بزرگ شمالی
شب‌دوست بزرگ شمالی(نام علمی: Otolemur garnettii) نام یک گونه از سرده شب‌دوست بزرگ است.